# Liste japanischer Schauspielerinnen
In der nachfolgenden Liste japanischer Schauspielerinnen sind japanische Schauspielerinnen versammelt. Für japanische Schauspieler mit männlichen Vornamen gibt es eine eigene Liste. Diverse Schauspielerinnen und Schauspieler haben keine eigene Liste. Darstellerinnen im japanischen Theater sind hier nicht eingetragen.

## A
- Abe Haruka (* 1985)
- Adachi Yumi (* 1981)
- Ai Takahashi (* 1986)
- Aibu Saki (* 1985)
- Aizome Kyōko (* 1958)
- Akimoto Sayaka (* 1988)
- Akino Yoko (* 1957)
- Akisada Rio (* 1982)
- Akiyoshi Kumiko (* 1955)
- Amami Yūki (* 1967)
- Amate Chisato (* 1980)
- Aoi Sora (* 1983)
- Aoki Mayuko (* 1975)
- Aoki Tsuru (1889–1961)
- Aratama Michiyo(1930–2001)
- Asaka Yui (* 1969)
- Asano Atsuko (* 1961)
- Asaoka Ruriko (* 1940)
- Ashida Mana (* 2004)
- Ashikawa Izumi (* 1935)
- Asō Kumiko (* 1978)
- Asō Yumi (* 1963)
- Ayase Haruka (* 1985)
- Azama Myū (* 1986)
- Ayano Durniok (* 1988)

## B
- Baishō Chieko (* 1941)
- Baishō Mitsuko (* 1946)

## C
- Chara (* 1968)
- Chiba Reiko (* 1975)

## D
- Daichi Mao (* 1956)

## E
- Enami Kyôko (* 1942)
- Enomoto Kanako (* 1980)
- Eri Chiemi (1937–1982)
- Esumi Makiko (* 1966)

## F
- Fontaine Joan (1917–2013)
- Fū Rie (* 1985)
- Fueki Yūko (* 1979)
- Ferre Michelle (* 1973)
- Fuji Sumiko (* 1945)
- Fuji Takako (* 1972)
- Fujiki Yū (1931–2005)
- Fujimura Shiho (* 1939)
- Fujita Yumiko (* 1945)
- Fujitani Ayako (* 1979)
- Fujitani Miwako (* 1963)
- Fujiwara Norika  (* 1971)
- Fukada Kyōko (* 1982)
- Fukuda Mayuko (* 1994)

## G
- Gotō Maki (* 1985)

## H
- Hada Michiko (* 1968)
- Hama Chisaki (* 1988)
- Hama Mie (* 1943)
- Hamasaki Ayumi (* 1978)
- Hano Aki (* 1968)
- Hara Sachie (* 1978)
- Hara Setsuko (1920–2015)
- Hatsune Eriko (* 1982)
- Hayasaka Yoshie (* 1975)
- Hayashi Hiroko (* 1959)
- Hazuki Riona (* 1975)
- Hidari Sachiko (1930–2001)
- Hirosue Ryōko (* 1980)
- Hishimi Yuriko (* 1947)
- Horikita Maki (* 1988)

## I
- Ichikawa Yui (* 1986)
- Iida Chôko (1897–1972)
- Iikubo Haruna (* 1994)
- Ikegami Kimiko (* 1959)
- Inoue Harumi (* 1974)
- Irie Takako (1911–1995)
- Ishida Ayumi (* 1948)
- Ishida Yuriko (* 1969)
- Ishii Kuniko (o. J.)
- Itō Maiko (* 1964)
- Itō Misaki (* 1977)
- Itō Shizuka (* 1980)
- Iwasaki Yoshimi (* 1961)
- Iwashita Shima (* 1941)

## J
- Junna Risa (* 1971)

## K
- Kadena Reon (* 1986)
- Kaji Meiko (* 1947)
- Kaori Momoi (* 1952)
- Karata Erika (* 1997)
- Kawai Ami (* 1967)
- Kiki Kirin (1943–2018)
- Kikuchi Rinko (* 1981)
- Kishi Keiko (* 1932)
- Kitagawa Keiko (* 1986)
- Kobayashi Yukiko (* 1946)
- Kōchi Momoko (1932–1998)
- Kogure Rie (* 1984)
- Koharu Kusumi (* 1992)
- Koyama Akiko (* 1935)
- Koyuki (* 1976)
- Kurihara Komaki (* 1945)
- Kudō Yūki (* 1971)
- Kuga Yoshiko (1931–2024)
- Kurishima Sumiko (1902–1987)
- Kuriyama Chiaki (* 1984)
- Kuroda Emi (* 1978)
- Kuroyanagi Tetsuko (* 1933)
- Kusabue Mitsuko (* 1933)
- Kyō Machiko (1924–2019)

## M
- Maeda Aki (* 1985)
- Maki Yōko (* 1982)
- Maro Akaji (* 1943)
- Matsu Takako (* 1977)
- Matsuda Eiko (1952–2011)
- Matsui Yasuko (* 1939)
- Matsushima Nanako (* 1973)
- Matsuura Aya (* 1986)
- Michi Kanako (* 1943)
- Mimula (* 1984)
- Minamino Yōko (* 1967)
- Misawa Akemi (* 1945)
- Mitsushima Hikari (* 1985)
- Miwa Asumi (* 1982)
- Miyamoto Nobuko (* 1945)
- Miyashita Junko (* 1949)
- Miyazaki Aoi (* 1985)
- Miyazaki Masumi (* 1968)
- Miyazawa Rie (* 1973)
- Momoi Kaori (* 1952)

## N
- Nagasawa Masami (* 1987)
- Nagata Anna (* 1982)
- Nakashima Mika (* 1983)
- Naniwa Chieko (1908–1973)
- Natsu Keiko (* 1943)
- Nishida Naomi (* 1972)
- Nishio Mari (* 1974)
- Noriko Sengoku (1922–2012)

## O
- Ochiai Yurika (* 1979)
- Ogawa Tamaki (* 1972)
- Ōgo Suzuka (* 1993)
- Ohkusu Michiyo (* 1946)
- Ōnishi Yuka (* 1968)
- Ōtaka Yoshiko (1920–2014)
- Ôtani Naoko (* 1950)
- Ozawa Maria (* 1986)

## R
- Reina Tanaka (* 1989)
- Risa Niigaki (* 1988)
- Ryō (* 1973)

## S
- Sagara Haruko (* 1968)
- Sakai Maki (* 1970)
- Sakai Wakako (* 1949)
- Sakura Mutsuko (1921–2005)
- Sakurada Junko (* 1958)
- Saotome Hiromi (* 1963)
- Sawai Miyū (* 1987)
- Shibasaki Kō (* 1981)
- Shimada Yōko (1953–2022)
- Shimizu Kaori (* 1983)
- Shirakawa Yumi (1936–2016)
- Son Sonim (* 1983)
- Sono Mari (* 1944)
- Sugimoto Aya (* 1968)
- Sugimoto Miki (* 1953)
- Sugimura Haruko (1909–1997)
- Suzuki Anne (* 1987)
- Suzuki Miko (* 1985)
- Suzuki Rio (* 2005)
- Suzuki Sarina (* 1977)
- Suzuki Sawa (* 1972)

## T
- Takamine Hideko (1924–2010)
- Takamine Mieko (1918–1990)
- Takatsuki Sara (* 1997)
- Takahashi Toyo (1903–1981)
- Takeda Rina (* 1991)
- Takeshita Keiko (* 1953)
- Tanaka Atsuko (1962–2024)
- Tanaka Chie (* 1981)
- Tanaka Kinuyo (1910–1977)
- Tanaka Mayumi (* 1955)
- Tanaka Yoshiko (1956–2011)
- Tani Yōko (1932–1999)
- Tsuchiya Anna (* 1984)
- Tsushima Keiko (1926–2012)

## U
- Uchida Yuki (* 1975)
- Uehara Takako (* 1983)
- Ueno Juri (* 1986)
- Ueto Aya (* 1985)
- Umeki Miyoshi (1929–2007)

## W
- Wakabayashi Akiko (* 1941)
- Wakamura Mayumi (* 1967)
- Wakao Ayako (* 1933)
- Washio Isako  (* 1967)
- Watanabe Akeno (* 1982)
- Watanabe Anne (* 1986)
- Watanabe Eriko (* 1955)
- Watanabe Mai (* 1989)
- Watanabe Misa (* 1964)
- Watanabe Naoko (* 1984)
- Watanabe Noriko (* 1965)
- Watanabe Makiko (* 1968)
- Watanabe Ryoko (* 1961)

## Y
- Yada Akiko (* 1978)
- Yakushimaru Hiroko (* 1964)
- Yamada Isuzu (1917–2012)
- Yamada Yū (* 1984)
- Yamaguchi Miyako (* 1952)
- Yamaguchi Momoe (* 1959)
- Yamaguchi Sayoko (1950–2007)
- Yamaguchi Tomoko (* 1964)
- Yamamoto Azusa (* 1981)
- Yamamoto Fujiko (* 1931)
- Yamamoto Maika (* 1997)
- Yamamoto Mirai (* 1974)
- Yasuda Narumi (* 1966)
- Yo Kimiko (* 1956)
- Yonekura Ryōko (* 1975)
- Yoshinaga Sayuri (* 1945)
- Yoshino Kimika (* 1975)
- Yoshiyuki Kazuko (* 1935)
- Yui (* 1987)

## Z
- Zaizen Naomi (* 1966)